# 日本华珊瑚蛇
日本华珊瑚蛇（学名：Sinomicrurus japonicus），一种分布于日本琉球群岛地区的陆生毒蛇，隶属于眼镜蛇科华珊瑚蛇属（带纹赤蛇属）。

## 亚种
- 日本华珊瑚蛇指名亚种（学名：Sinomicrurus japonicus japonicus），分布于奄美大島、請島、加計呂麻島、与路島。[3]
- 日本华珊瑚蛇博氏亚种（学名：Sinomicrurus japonicus boettgeri），分布于伊平屋島、伊是名島、冲绳岛、具志川島、久米島、古宇利島、瀨底島、渡嘉敷島、德之島、渡名喜島、座間味島、野甫島、屋我地島、屋那霸島。[4]